# Aristolochia austrochinensis
Aristolochia austrochinensis C.Y.Cheng & J.S.Ma – gatunek rośliny z rodziny kokornakowatych (Aristolochiaceae Juss.). Występuje naturalnie w południowo-wschodnich Chinach (w prowincjach Fujian, Guangdong, Jiangxi oraz Hajnan).

## Morfologia
PokrójBylina pnąca o nagich pędach. Dorasta do 3 m wysokości.
LiścieMają trójkątnie lancetowaty lub grotowaty kształt. Mają 7–14 cm długości oraz 2–2,5 cm szerokości. Ze spiczastym wierzchołkiem. Są skórzaste, owłosione od spodu. Ogonek liściowy jest nagi i ma długość 2–3,5 cm.
KwiatyZebrane są po 3–4 w gronach o długości 2–3 cm. Kwiaty są zygomorficzne. Mają czarnopurpurową barwę i 18–22 mm długości. Podsadki mają kształt od owalnego do lancetowatego.
OwoceTorebki o cylindrycznym lub prawie jajowatym kształcie. Mają 2–2,5 cm długości i 1,5 cm szerokości.

## Biologia i ekologia
Rośnie w zaroślach. Występuje na wysokości od 400 do 600 m n.p.m. Kwitnie od kwietnia do czerwca, natomiast owoce pojawiają się od lipca do października.